# Can Padró (Teià)
Cal Terçó és una obra del municipi de Teià (Maresme) inclosa en l'Inventari del Patrimoni Arquitectònic de Catalunya.

## Descripció
Casa d'estructura basilical amb planta baixa i un pis i al cos central, més elevat, dos pisos. La coberta és a doble vessant al cos més alt, amb el carener perpendicular a la façana principal, i d'una vessant als laterals. Les obertures són de pedra, amb llindes monolítiques i brancals adovellats.
La casa és tancada per un mur de tàpia. Sobre la porta d'accés mostra una inscripció amb la data 1708 i l'escut amb la creu de la Catedral de Barcelona.

## Història
Construcció datable al segle xviii. Compta amb una inscripció, sobre la porta d'entrada, amb la data 1708. Fou la casa Delmera, encarregada de recollir el delme eclesiàstic i els impostos que la Catedral de Barcelona, com a propietari directe de les diverses possessions a la vila de Teià, imposava. La "terça" o "terço" era el lloguer durant tres anys i el seu pagament en terços (tres cops a l'any).
Amb la venda de la finca per part de Joaquim Jarrés i Navall, qui l'havia adquirit per compra a l'Estat en subhasta, a Mercedes Colomer i Lázaro el 8 d'abril de 1880 s'inicia la relació de la família Padró amb l'edifici, relació que perviurà aproximadament un segle. És per això que també se la coneix amb el nom de Can Padró. Aquest lligam va durar fins al 1979, quan Abelardo Padró Monsó venia la casa a Luis Molas Bonals i Rosa Maria Plana Polonio. El 1999 la van adquirir en Manuel Duran Calduch i Mercedes Calero Pizarro.